# Ivano Pavlović
Ivano Pavlović (Makarska, 19. ožujka 2003.) hrvatski je rukometaš koji trenutačno igra za RK Zagreb.

## Klupska karijera
Igra za RK Zagreb. Prije toga nastupao je za HRK Izviđač. Imao je vrtoglav napredak otkad je u veljači 2022. godine dobio prvu priliku da zaigra za prvi tim Izviđača i odmah se nametnuo odličnim igrama. Već prve sezone bio je najbolji strijelac ekipe s 216 golova i pokazao se kao rješenje za više pozicija. Primarno je srednji bek, ali je često uspješno igrao i pozicije lijevog ili desnog beka.
Proglašen je za najboljeg rukometaša u Telecom Premijer ligi BiH za sezonu 2022./'23.

## Reprezenativna karijera
Prijašnji hrvatski izbornik Goran Perkovac pozvao ga je na širi popis od 21 igrača koji su se borili za odlazak na Europsko prvenstvo u Njemačku 2024., na kojem ipak nije igrao, a slijedeći izbornik Dagur Sigurðsson pozvao ga je da igra za reprezentaciju na kvalifikacijskom turniru za odlazak na Olimpijske igre u Parizu 2024. godine. Bio je član hrvatske reprezentacije koja je osvojila srebro na Svjetskom prvenstvu u Hrvatskoj, Danskoj i Norveškoj 2025.